# Sudario de Turín

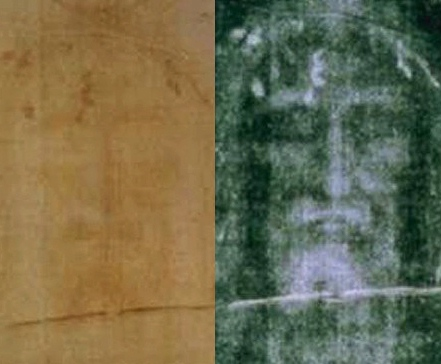
Fotografía de la Sábana Santa en dos versiones: a la izquierda, en positivo; y a la derecha, en negativo. Hay que tener en cuenta que, a diferencia de una foto, la imagen en el sudario se trataría de la impresión directa del cuerpo sobre la tela, de tal manera que su lado derecho (a la izquierda en la imagen) correspondería a la izquierda del rostro real. Por tanto, vemos una imagen invertida a la realidad, es decir que en la frente habría una «ε» y no un «3».

El Sudario de Turín ―también conocido como la Síndone, la Sábana Santa o el Santo Sudario― es una tela de lino que muestra la imagen de un hombre que presenta marcas y traumas físicos propios de una crucifixión.
El sudario mide 444 cm × 112 cm aproximadamente. Se custodia en Turín, en la capilla de la Sábana Santa ―construida expresamente para ese fin entre 1668 y 1694, durante el reinado del duque Carlos Manuel II de Saboya―, una obra maestra del barroco italiano finalizada por Guarino Guarini que se encuentra dentro de un complejo de edificios que incluye la catedral, el palacio Real y el palazzo Chiablese.
Los orígenes del sudario y su figura son objeto de debate entre científicos, teólogos, historiadores e investigadores. Algunos sostienen que el sudario es la tela que se colocó sobre el cuerpo de Jesucristo en el momento de su entierro, y que el rostro que aparece es el suyo. La Iglesia católica no ha manifestado oficialmente su aceptación o rechazo hacia el sudario, pero en 1958 el papa Pío XII autorizó la imagen en relación con la devoción católica hacia la Santa Faz de Jesucristo.
Se puede considerar que la utilización de nuevas tecnologías en el estudio del sudario comenzó en 1898, cuando un fotógrafo aficionado, Secondo Pia, observó que en los negativos de las tomas que había realizado se podía ver con más nitidez la imagen del cuerpo (Cf. sección Siglo XVI a nuestros días).
En 1988 la Santa Sede autorizó la datación por carbono-14 de la sábana, que se realizó en tres laboratorios diferentes, y los tres laboratorios dataron los hilos de lino de la tela (con un intervalo de confianza del 95 %) entre 1260 y 1390.
Ese período de tiempo coincide con la primera aparición documentada de la sábana, en 1354.
Los defensores de la autenticidad del sudario han cuestionado esos resultados, afirmando generalmente que las muestras analizadas podrían haber estado contaminadas o podrían haberse extraído de una reparación del tejido original (estas teorías han sido discutidas por expertos en datación por carbono y otros que se basan en pruebas de la propia sábana). Los defensores de su autenticidad se basan en estudios forenses, artísticos y otras pruebas de datación y rayos X.
En 2024, en un nuevo estudio, científicos del Instituto de Cristalografía del Consejo Nacional de Investigación italiano realizaron un estudio reciente mediante dispersión de rayos X de ángulo amplio (WAXS). Esta técnica permite medir el envejecimiento natural de la celulosa de lino y convertirlo en tiempo transcurrido desde su fabricación.
Los perfiles de los datos eran totalmente compatibles con mediciones similares obtenidas en una muestra de lino datada entre los años 55 y 74 d. C., hallada en Masada (Israel) [la famosa fortaleza de Herodes construida sobre un lecho de roca caliza con vistas al mar Muerto]", reza el estudio publicado en la revista Heritage. El equipo también comparó el sudario con muestras de lino fabricadas entre 1260 y 1390 d. C. y no halló ninguna coincidencia
Sacan como conclusión actual de que el Sudario no es una creación medieval, sino que posee una antigüedad de 2000 años, siendo la época de Jesús

## Estudios oficialmente autorizados
Con el permiso de Humberto II de Italia, dueño de la reliquia en aquella fecha, fue nombrada una comisión de estudio en 1973. Esta comisión, básicamente semejante a otra que se había limitado a examinar la tela en 1969, incluía serólogos forenses, anatomistas, radiólogos, historiadores, físicos, etc. Los resultados de la investigación fueron cautelosos: aunque no favorables a la autenticidad en algunos casos, no la excluían de manera concluyente.
En 1978 se llevó a cabo un estudio detallado por un grupo de científicos estadounidenses llamado Shroud of Turin Research Project (STURP), financiado por la Holy Shroud Guild,
una organización religiosa dedicada a la promoción de la reliquia.
No encontraron pruebas fiables para afirmar que se trataba de una falsificación, y consideraron que la aparición de la imagen era todo «un misterio».
En 1988 se efectuó una prueba de datación por radiocarbono con pequeños fragmentos del sudario. Los laboratorios de la Escuela Politécnica Federal de Zúrich, la Universidad de Oxford y la Universidad de Arizona determinaron que la Sábana Santa data de la Edad Media, entre 1260 y 1390 (±10 años).
Los resultados fueron publicados en la revista científica Nature.
Dicha datación se corresponde cronológicamente con la primera aparición histórica documentada, lo que fortalece una explicación científicamente coherente en la que la creación de la pieza se habría producido en los años inmediatamente anteriores a esta primera exhibición pública de 1357.
Entre junio y julio de 2002 un equipo de expertos bajo la dirección de Mechthild Flury-Lemberg, conservadora del Museo histórico de Berna (Suiza), realizó una tarea de restauración del lienzo, que se acompañó del escaneo, espectrometrías, microfotografías, etc., y el lienzo fue guardado en una teca especialmente diseñada en condiciones óptimas para su conservación, que, al parecer, estaba amenazada desde hacía años. En estos trabajos se levantó por primera vez el forro posterior que cubría la tela.
La datación de 1988 no zanjó la cuestión entre los defensores y los detractores de la autenticidad del lienzo en el ámbito de la “sindonología” (que es como los partidarios de la autenticidad llaman a los estudios sobre la síndone -del griego σινδών (sindón), mortaja, la palabra utilizada en los evangelios sinópticos para referirse a la sábana mortuoria-). Aspectos de estas polémicas como los antecedentes históricos del lienzo, la formación de la imagen, la naturaleza del tejido, la datación, etc., se recogerán a continuación.

## Historia

### Posible historia anterior alsigloXIV: la imagen de Edesa

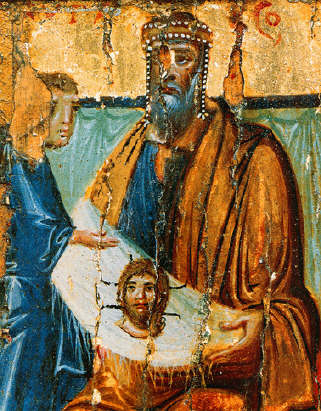
Esta imagen del del monasterio de Santa Catalina en el Sinaí muestra a Abgaro de Edesa exhibiendo la Imagen de Edesa.

Aunque existen relatos de diferentes imágenes milagrosas de Cristo, tanto de cuerpo entero como solamente del rostro, no se ha podido conectar con certeza ninguna de ellas con la tela que actualmente está depositada en la catedral de Turín. Dado que las primeras referencias seguras sobre la existencia del sudario remiten a mediados del siglo XIV (Cf. sección siglo XIV), el período de tiempo que existiría entre el entierro de Jesús y la aparición medieval del sudario en Europa resulta problemático para quienes pretenden que se trata de la tela que habría sido usada para cubrir el cuerpo de Cristo. Para colmar este vacío se han propuesto diversas teorías que identifican el sudario con otras imágenes antiguas o encuentran indicios en la literatura y el arte de la época medieval. Una de las más conocidas es la de Ian Wilson, historiador que sostiene que el Mandylion o Imagen de Edesa, célebre icono bizantino, era, en realidad, el sudario de Turín.
La imagen de Edesa, también conocida como Mandylion, era una tela que representaba el rostro de Cristo. Tiene su origen en la historia del rey Abgaro o Abgar V, que reinó en esta ciudad armenia en el siglo I. Según la leyenda, el rey habría solicitado por carta la ayuda de Jesús para sanar de una enfermedad (probablemente lepra). Las primeras versiones de la leyenda (Eusebio de Cesarea, 325), no hablan de ninguna imagen, sino de que hubo una respuesta en forma de epístola a la que se atribuyó poderes milagrosos. Pero versiones posteriores, del siglo VI, se refieren a una tela con el retrato de Cristo que había sido pintada por el enviado de Abgar (Doctrina de Addai) o creada por el milagroso contacto con el rostro de Jesús (Actas de Tadeo). Esta imagen sería propiamente el Mandylion, del que se tiene noticias fiables desde el siglo VI (Evagrio Escolástico), antes de ser trasladado apoteósicamente a Constantinopla en 944.	
Todas las fuentes directas que se refieren o muestran el Mandylion, escritas o pictóricas, representan el rostro de un hombre vivo, así como prácticamente todas las versiones de la leyenda, pero los partidarios de la identificación con el sudario de Turín han aducido que existen indicios de que la tela podría haber contenido la imagen de un cuerpo entero.
En las Actas de Tadeo se dice que a Jesús se le entregó la tela doblada en cuatro (tetradiplon) para que se limpiara la cara. Ian Wilson extiende esta expresión a la posibilidad de que la tela se guardara siempre plegada de esta forma, de modo que solo se pudiera ver el rostro y permanecieran ocultas las dos imágenes corporales, tales como se ven en el sudario de Turín.
Con motivo del traslado de la sábana a Constantinopla en 944, Gregorio Refrendario, arcediano de Santa Sofía, pronunció un sermón sobre el mismo, que fue traducido en francés por André-Marie Dubarle en 1997, y luego en inglés por Mark Guscin.
El sermón, según esta controvertida traducción, diría que la tela de Edesa contenía una referencia a la herida del costado, lo que sugiere que la imagen representaría el cuerpo entero de Jesús. Sin embargo, esta traducción fue abandonada incluso por Guscin.
En la narración de Gervasio de Tilbury (siglo XII), que se basa en un texto anónimo del siglo X-XI (Códice Vossianus latinus Q69), que a su vez remite a un tratado sirio más antiguo, se menciona una tela que recibió el rey Abgar con la imagen de Cristo en la que: «[Non tantum] faciei figuram sed totius corporis figuram cernere poteris» («No sólo podrás ver la imagen/figura de la cara, sino también la imagen/figura del cuerpo entero»).
Se concluía, por lo tanto, que, al menos en el siglo XI, existía un testimonio de que el Mandylion representaba el cuerpo entero de Cristo. Andrea Nicolotti, sin embargo, aduce que este texto es una transformación posterior de un discurso pronunciado por el papa Esteban III en 769, en el que las mismas palabras se refieren solo al rostro.
Otros autores, como Antonio Lombatti
y Andrea Nicolotti,
han rechazado la idea de que el Mandylion pudiera ser el lienzo de Turín. Ellos señalan que hay diferencias cruciales entre uno y otro (fundamentalmente que el Mandylon retrata a un hombre vivo, con los ojos abiertos -cf. ilustración adjunta al texto-), las descripciones del Mandylion siempre se refieren a un rostro, nunca se ha descrito la tela como una sábana y los que hablan de un sudario lo diferencian del Mandylion como dos objetos diferentes. La hipótesis de un lienzo doblado les parece “fantástica”. Nicolotti sugiere que ciertas diferencias en los textos respecto al origen y forma del lienzo podrían deberse a que se habla de oídas o se está contemplando copias diversas que existieron en la época. El método de trabajo de los partidarios de la identificación ha sido criticado seriamente por Nicolotti, que considera que trabajan con frases descontextualizadas. En la misma línea, en L’image d’Édesse, Romain et Constantin,
Bernard Flusin juzga que los métodos de trabajo de Guscin son académicamente inválidos.
En 1203, un cruzado llamado Robert de Clari aseguró que en la iglesia de Santa María de las Blanquernas de Constantinopla existía una tela con la imagen de Jesús: «Donde estaba el sudario en el que nuestro Señor fue envuelto, y que cada viernes se alzaba bien alto para que uno pudiera ver en él la figura de nuestro Señor». La cita tiene importancia porque es el primer testimonio que se conoce de un sudario con imagen. Pero, al mismo tiempo, también menciona el Mandylion que se encontraba en el palacio de Bucoleón, lo que hace difícil la identificación de las dos imágenes.
En 1205, tras la cuarta cruzada, Teodoro Angelos (sobrino de uno de los tres emperadores bizantinos que fueron depuestos) envió la siguiente misiva al papa Inocencio III, protestando por el ataque a la capital. Sacado del documento, con fecha de 1 de agosto de 1205:

Los venecianos se repartieron los tesoros de oro, plata y marfil, mientras que los franceses hicieron lo mismo con las reliquias de los santos y, lo más sagrado de todo, el lino en el que nuestro Señor Jesucristo fue envuelto tras su muerte y antes de su resurrección. Sabemos que esos saqueadores han guardado los objetos sagrados en Venecia, Francia, y otros lugares, estando el sagrado lino en Atenas.
Códice Chartularium Culisanense, fol. CXXVI (copia), Biblioteca Nacional de Palermo) 

Desde el siglo XIII, la Imagen de Edesa se halla en paradero desconocido, salvo que se trate del Sudario de Turín. Un estudio de la historiadora italiana Barbara Frale, desarrollando las tesis al respecto de Ian Wilson, afirma que el sudario fue custodiado por los caballeros templarios desde el saqueo de Constantinopla hasta la disolución de la orden en 1314. En su libro Los templarios y la Síndone de Cristo, Frale relata que en 1287 un joven de buena familia llamado Arnaut Sabbatier ingresó a la Orden de los Caballeros Templarios y luego de ser admitido fue invitado a besar tres veces los pies de la imagen del Santo Sudario.
La tesis de Frale ha sido discutida por varios autores que no aceptan la identificación del Sudario de Turín con la imagen de la que habla Sabbatier.
Entre otras cosas, aducen que los templarios fueron condenados por besar la imagen de un demonio llamado Bafomet y no por hacerlo con una imagen que claramente representa a Cristo en la tumba con los signos de la pasión. Además, se puede citar en su contra la descalificación del propio Wilson, a quien la historiadora italiana tomaba como referencia.

### Posible ilustración del Sudario en el Códice Pray

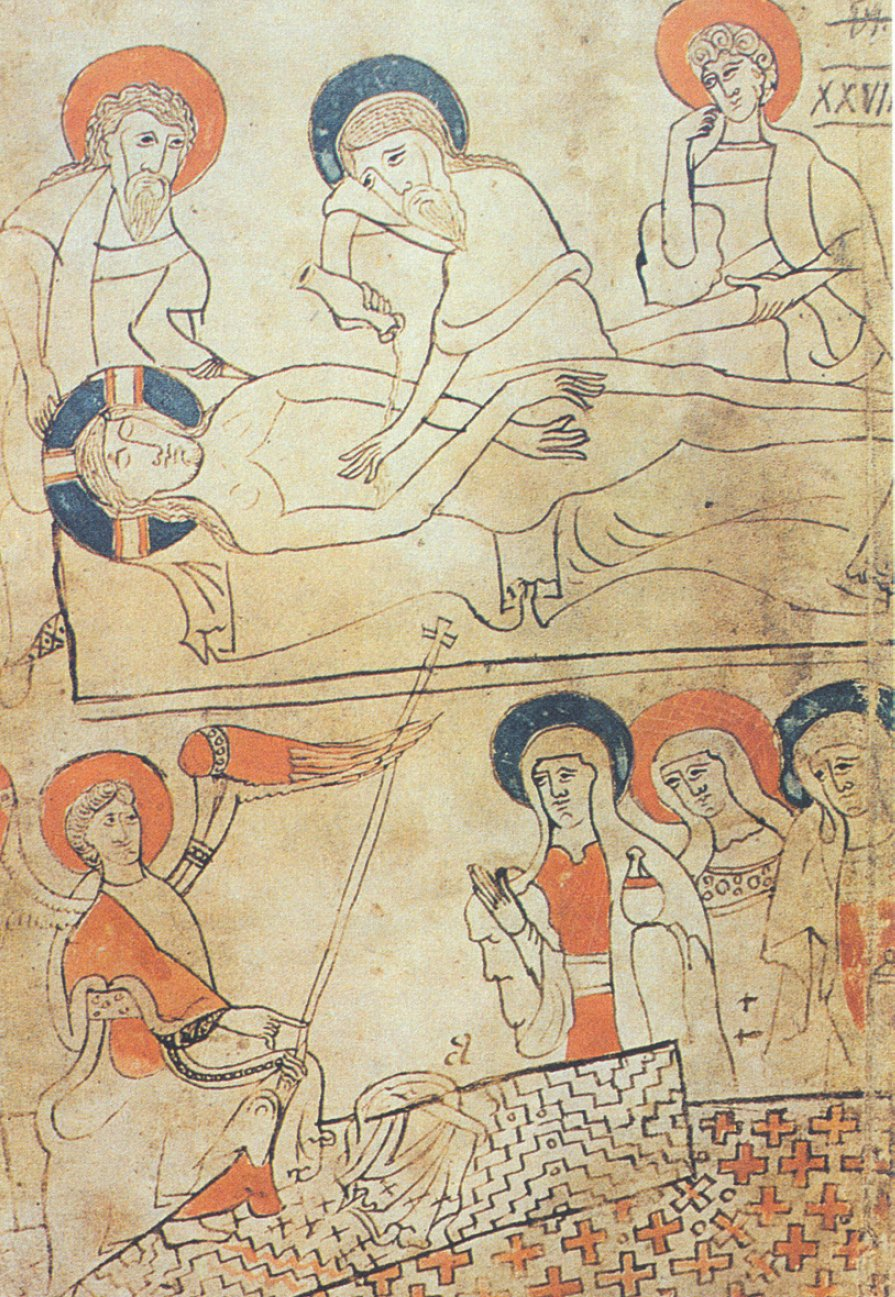
Imagen del Códice Pray, manuscrito húngaro proveniente de 1192-1195, donde supuestamente aparece representado el sudario.

En la Biblioteca Nacional de Budapest se encuentra el Códice Pray, el texto más antiguo que sobrevive en húngaro. Fue escrito entre los años 1192 y 1216 (unos 50 años antes de la más antigua fecha determinada por el carbono-14 de 1988) bajo el reinado de Bela III de Hungría, criado en Constantinopla. Según algunos autores, una de sus ilustraciones muestra preparaciones para la sepultura de Cristo.
Dicha ilustración incluiría una mortaja con el mismo tejido de patrón de espiga como el Sudario, más cuatro agujeros de quemadura cercanos a uno de los bordes. Los agujeros forman una “L”.
Para estos autores lo llamativo es que ese extraño patrón de agujeros se encuentra en el Sudario de Turín. Son agujeros de quemaduras, posiblemente causados por un atizador o brasas de incienso. Según los registros el sudario era conservado en la capital del Imperio bizantino, y exhibido todos los viernes, acontecimiento con el que Bela III de Hungría pudo haber estado muy familiarizado en su estadía en Constantinopla, y, en algún momento, después fue tomado el patrón del manto para elaborar el Códice Pray.
Gian Marco Rinaldi mantiene, por el contrario, que lo que se dice que es el sudario es en realidad la tapa del sarcófago adornada con trazos quebrados y que los redondeles que aparecen en la ilustración no son quemaduras sino ornamentos, como aparecen en la cubeta del sarcófago (junto con cruces) y en los vestidos de los personajes.
Mantiene que la iconografía de la ilustración del Códice Pray es consistente con la de las “Santas Mujeres” de la época. También la imagen del embalsamamiento de Jesús es similar a otras del período.
Daniel Scavone afirma que la iconografía de Jesús en la tumba, desnudo y con las manos cruzadas en el pubis aparece en forma de lamentatio o threnos en el Imperio bizantino hacia 1100.
Charles Freeman, por su parte, hace notar que la posición del cuerpo en el Códice Pray era habitual en los enterramientos medievales y señala unas cuantas diferencias entre él y el hombre del sudario de Turín.

### SigloXIV
La historia documentada de la tela ahora guardada en Turín empieza hacia 1357, cuando comenzó a exhibirse en una iglesia en Lirey (diócesis de Troyes, Francia). Los escudos de armas del caballero Geoffroy de Charny y su viuda pueden verse en el Museo Cluny de París, en un medallón peregrino que también muestra una imagen del sudario de Turín. Esto hace suponer que las exhibiciones comenzaron en torno a la fecha indicada.
En 1389, el obispo Pierre d’Arcis denunció en una carta al papa de Aviñón que la imagen era un fraude, indicando que ya había sido denunciada anteriormente por su predecesor Henri de Poitiers, al que le extrañaba que no fuera mencionada en ningún evangelio. A los treinta y dos años de este pronunciamiento, la imagen volvió a exponerse, y el rey Carlos VI de Francia ordenó retirarla de la iglesia de Lirey, citando la impropiedad de la imagen. Los comisionados fueron incapaces de llevar a cabo la orden. La documentación relacionada con esta polémica fue editada por Ulysse Chevalier a comienzos del siglo XX.
Según D’Arcis, «Un examen riguroso descubrió eventualmente cómo la imagen había sido astutamente pintada, siendo la verdad corroborada por el propio pintor, esto es, que fue producto de la mano del hombre y no fue forjada ni se formó milagrosamente».
En la carta no se nombra al pintor.
La carta de D’Arcis menciona también el esfuerzo del obispo Henri por eliminar la veneración, pero que la tela fue rápidamente escondida «unos 35 años», lo que concuerda con los detalles históricos antes mencionados.
La carta ofrece una descripción de la sábana: «Tras dibujar con audaz maña la imagen a doble cara de un hombre, es decir, vista frontal y dorsal, declaró falsamente y pretendió que se trataba del sudario en el que nuestro salvador Jesucristo fue envuelto en el sepulcro, y sobre el que la figura completa de nuestro salvador ha permanecido por ello impresa junto a las heridas que portaba».
Pese a las declaraciones del obispo D’Arcis, Clemente VII, primer antipapa del Gran Cisma de Occidente, prescribió indulgencias a los que peregrinaran a la colegiata, por lo que la veneración continuó. Sin embargo, se debía proclamar en voz alta que lo que se exhibía no era "sino una figura o representación del verdadero sudario de Nuestro Señor".

### SigloXV
En 1418, tras casarse con la nieta de Charny, Marguerite, Humberto de Villersexel (conde de la Roche, señor de Saint-Hippolyte-sur-Doubs) trasladó la sábana a su castillo en Montigny-Montfort (Francia), para protegerlo de las bandas de malhechores. Posteriormente, fue llevada a Saint-Hippolyte-sur-Doubs. Tras la muerte de Humberto, los canónigos de Lirey llevaron a la viuda a los tribunales para forzarla a retornar la tela. El parlamento de Dôle y la corte de Besançon otorgaron la custodia provisional de la tela a la viuda, con la obligación de resarcir a los canónigos de Lirey y devolverla dentro un plazo determinado. Este plazo fue incumplido en las dos ocasiones y Marguerite de Charny prosiguió con las exhibiciones en diversas ciudades de Europa.
Debido a las dudas que se suscitaron durante la exhibición de Lieja, el obispo de esta ciudad, Jean de Heinsberg, creó una comisión de encuesta que, tras examinar el lienzo y las bulas en poder de Margarita de Charny, la propietaria, dictaminaron que el sudario no era auténtico y la figura estaba pintada.
La viuda vendió la imagen en 1453 al duque Luis de Saboya en una transacción no del todo aclarada, puesto que no se ha conservado el documento de venta y se realizó en medio de complejas pugnas políticas.
El nuevo propietario la guardó en su capital, Chambéry, en la Capilla Santa, erigida por Amadeo VIII entre 1408 y 1430 como capilla ducal. En 1502 alberga oficialmente la Sábana Santa y recibe el nombre de "Capilla Santa". En 1464, el duque acordó pagar una tasa anual a los canónigos de Lirey a cambio de que dejaran de reclamar la propiedad de la tela. A partir de 1471, la sábana se desplazó por varias ciudades de Europa, residiendo brevemente en Vercelli, Turín, Ivrea, Susa, Chambéry, Avigliana, Rívoli y Pinerolo. Por esos días, dos sacristanes de la Capilla Santa describieron que el sudario estaba guardado en un relicario «envuelto en una cortina de seda roja, y guardada en una caja cubierta de terciopelo carmesí, decorada con clavos bañados en plata, y cerrada con llave de oro».
En 1506 el papa Julio II, consciente de la veneración pública del Sudario, establece el 4 de mayo "Ineuco Crucis", solemne día de veneración y oficio de la reliquia. A partir de aquí se inicia la tradición de replicar la Sagrada Tela. De hecho se conocen varias copias alrededor del mundo.

### SigloXVIa nuestros días

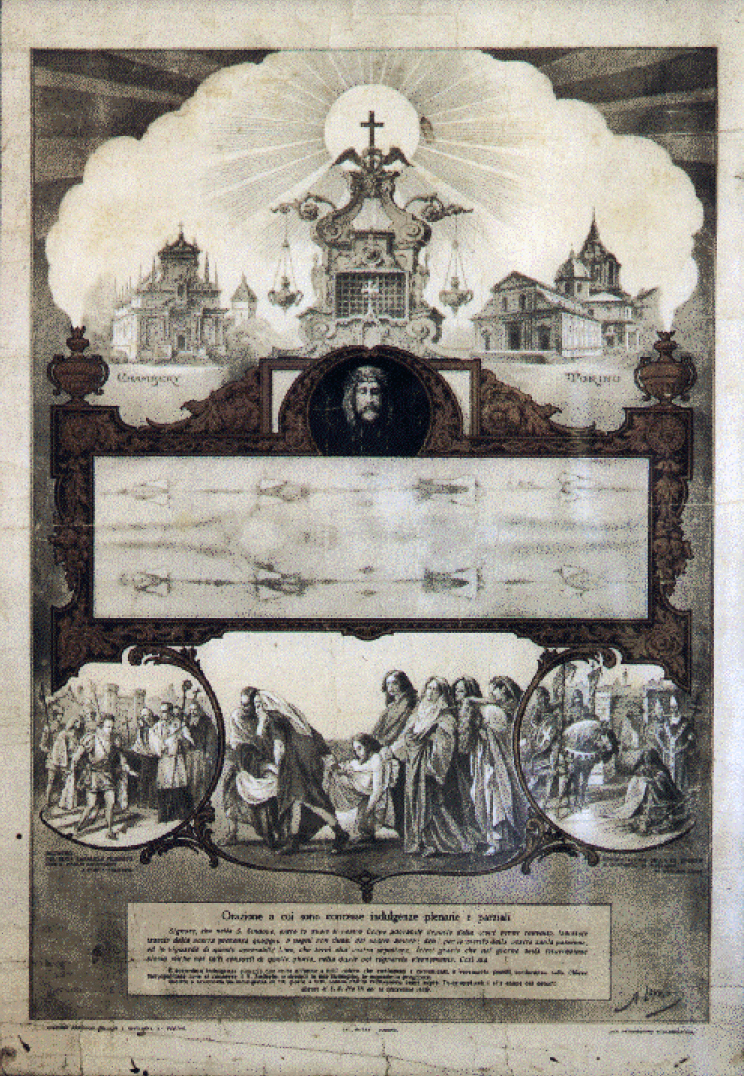
Este cartel anunciaba la exhibición del sudario de 1898.

En 1532, el sudario resultó dañado en un incendio en la capilla donde se guardaba. Una gota de plata fundida del relicario le dejó una marca dispuesta simétricamente entre las diversas capas de la tela doblada. Las monjas clarisas trataron de reparar el daño con parches. El sudario fue trasladado a su actual residencia en Turín en 1578.
El estudio científico sobre el lienzo comenzó en 1898 durante la ostensión del sudario con motivo de la boda de Víctor Manuel III. Un abogado italiano llamado Secondo Pia pidió permiso para realizar una serie de fotografías a la reliquia, petición que se aprobó no sin reticencias desde el obispado de Turín. Cuando Pía reveló las fotografías, se dio cuenta de que los negativos producían una imagen mucho más contrastada siendo semejantes (aunque no igual) a una imagen positiva.
Fue propiedad de la Casa de Saboya hasta 1983, cuando se otorgó a la Santa Sede. En 1988, la Santa Sede permitió pasar la prueba del Carbono 14 a la reliquia, para lo que se retiró un trozo pequeño de una esquina del sudario, que fue dividido y enviado a los laboratorios. Otro incendio, probablemente provocado, amenazó al sudario en 1997, pero un bombero fue capaz de sacarlo de su mostrador y prevenir desgracias mayores, tras atravesar con un martillo las capas de cristal que lo protegían. La Santa Sede restauró el sudario en 2002. Se retiró la cubierta de la sábana y treinta parches. Esto permitió fotografiar y escanear el reverso de la tela, que estaba oculta a la vista.
Durante la Segunda Guerra Mundial, la Casa de Saboya quiso proteger el Sudario de Turín de los nazis o de posibles bombardeos.
El 8 de septiembre de 1939 el objeto fue llevado a una capilla del Palacio del Quirinal de Roma y, el 25 de septiembre, a la abadía de Montevergine en Avellino.
En 2010 un benedictino bibliotecario de la abadía afirmó que en 1943 los nazis entraron en el templo pero no descubrieron la reliquia porque los frailes estaban rezando alrededor del altar, donde se guardaba.
Terminada la guerra, el sudario fue expuesto en octubre de 1946 en Montevergine y, finalmente, fue devuelto a Turín.
Las últimas ostensiones o exhibiciones públicas del sudario fueron durante el Jubileo del año 2000 y durante las celebraciones del bicentenario del nacimiento de Don Bosco en 2015. También el papa Benedicto XVI autorizó una exposición para el año 2010, habiéndose realizado entre el 10 de abril y el 23 de mayo de 2010.

### Características de la imagen
Existe un acuerdo casi unánime en algunas de las características de la imagen:
- Presenta los colores invertidos respecto de una imagen óptica habitual. Por eso ha sido comparada a veces con un negativo, aunque algunas de sus partes (el cabello, por ej.) escapan a la norma.
- Se puede observar solo a cierta distancia.
- Es de color amarillo pardo en el cuerpo y rojo en las manchas de sangre.
- La pigmentación de la imagen corporal no afecta más que a la superficie de las fibras, mientras que los regueros de sangre traspasan la tela.
- Los contornos de la imagen son imprecisos.
- La imagen dorsal es unos centímetros más ancha y más larga que la frontal.[45]
- Entre la imagen anterior y la posterior hay una separación que ha sido estimada entre 12 y 18 cm.[46][47]
- La pigmentación es más intensa en el rostro que en el cuerpo.[47]

Diversos estudiosos de la imagen han considerado teorías sobre la imagen que han sido discutidas. Por ejemplo, John Jackson (director de STURP y del Turin Shroud Center of Colorado) incluye entre ellas las causas de la coloración de las fibras o la naturaleza de la sangre,
Moran y Fanti aluden a la tridimensionalidad, etc.

### Rastros de sepultura judía
En junio del 2002 Mechthild Flury-Lemberg (Cf. supra: Estudios oficialmente autorizados), encargada de la restauración del lienzo, encontró un patrón particular de cosido en la costura de uno de los lados largos del Sudario (llamado "orillo"). Ese patrón de cosido es muy similar a los fragmentos de tela encontrados en las tumbas de la fortaleza judía de Masada (el palacio de invierno del rey Herodes I el Grande). Las telas de Masada son aproximadamente de los años 40 a. C. al 73 d. C.. Antonio Lombatti afirma, por el contrario, que ni los tejidos de Masada son como los del lienzo de Turín ni el único sudario completo de la época de Jesús que se conoce, el de Akeldama,
es como el Lienzo de Turín.
Asimismo, la presencia de carbonato de calcio (polvo de piedra caliza) en el Sudario fue notada por la Dra. Eugenia Nitowski (arqueóloga de Utah) en sus estudios de las cuevas-tumbas de Jerusalén.

### Teorías sobre la formación de la imagen
Se han sugerido diferentes explicaciones a la creación de la imagen, tanto naturales como sobrenaturales.
Los investigadores estadounidenses Stevenson y Haberman en su libro Dictamen sobre la Sábana Santa ofrecían un análisis comparado de las distintas teorías de formación de la imagen de acuerdo con los estudios del STURP
| Característica/Teoría | Pintura tinte polvo | Contacto directo | Vaporigrafía | Vapor y calor | Radiación (luz o calor). |
| --------------------- | ------------------- | ---------------- | ------------ | ------------- | ------------------------ |
| Superficialidad       | no                  | no               | no           | no            | sí                       |
| Pormenorización       | no                  | no               | no           | posible       | posible                  |
| Estabilidad térmica   | no                  | posible          | no           | posible       | sí                       |
| Ausencia de pigmentos | no                  | posible          | no           | posible       | sí                       |
| Tridimensionalidad    | no                  | no               | no           | no            | sí                       |
| Negatividad           | sí                  | posible          | posible      | posible       | sí                       |
| No direccionabilidad  | posible             | posible          | sí           | sí            | sí                       |
| Estabilidad química   | posible             | posible          | no           | no            | sí                       |
| Estabilidad al agua   | posible             | posible          | no           | no            | sí                       |

Esta tabla, confeccionada en 1981, no recoge trabajos posteriores con pigmentos o similares que han producido imágenes que, según sus autores, cumplen las características de superficialidad, tridimensionalidad, etc. Por ejemplo:
Henri Broch, 1985;
E. Craig y R. Breese, 1994;
L. Garlaschelli, 2010.

#### Formación milagrosa
Varios creyentes consideran la imagen como un efecto secundario de la resurrección de Jesús, sugiriendo efectos seminaturales que pudieron haber sido parte del proceso.
Afirman que puesto que la lógica obliga a descartar todas las hipótesis, hay que pensar en un hecho sobrenatural único para una imagen única: la Resurrección de Jesús. Ya que no hay explicación científica al hecho de que la imagen sea tan detallada y la intensidad guarde relación con la distancia, y que solo afecte a las fibrillas superficiales individualmente. A todo esto hay que añadir la existencia de todo el conjunto de datos que aporta la sábana que obligan a pensar que el hombre de la sábana es Jesús: antigüedad, tipo de heridas, etc. Estas teorías son inverificables y pueden darse como explicación a cualquier anomalía que vaya contra la autenticidad del sudario, así que desde un punto de vista científico no son una explicación válida. El sindonólogo Raymond Rogers, pensaba que este tipo de razonamiento era una falacia non sequitur, puesto que del hecho de que la ciencia ignore algo no se infiere necesariamente el milagro.
Se ha sugerido que el sudario colapsó a través del cuerpo glorificado de Jesús o de su deslocalización y que la imagen se pudiera haber formado por contacto directo al caer la sábana, dando así una imagen de detalle, y que por ser distinta la duración de este contacto en función de la distancia, habría una intensidad variable.
Quienes apoyan esta teoría señalan ciertas impresiones de dientes y huesos al estilo de los rayos X.

#### Capa de hidratos de carbono

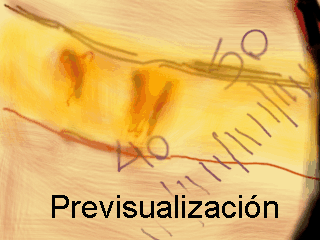
Vista microscópica de contraste fasado de una fibra de la imagen del sudario de Turín. La capa de hidratos de carbono es visible a lo largo del borde superior, pero desaparece en el borde inferior derecho. Esta capa puede arrancarse o retirarse con adhesivo

R. N. Rogers y A. Arnoldi proponen una explicación natural que no descarta la autenticidad del lienzo.
Esta teoría recurre a los gases que escapan de un cadáver en las primeras fases de descomposición. Las fibras de celulosa que componen la tela están revestidas por una fina capa de fécula, con fragmentos de almidón, azúcares y otras impurezas. Esta finísima capa fue descubierta al utilizar un microscopio de contraste fasado. La imagen muestra su parte más fina, la que carga con el color, mientras que la prenda subyacente está sin colorido. La capa de hidratos de carbono sería en esencia incolora salvo en algunos sitios donde un cambio químico le ha otorgado un color pajizo. La reacción implicada es similar a la que tiene lugar al calentar el azúcar para producir caramelo.
Según estos autores, los aminoácidos del cuerpo humano reaccionan pronto con la capa de hidratos de carbono, antes de que los líquidos producto de la descomposición manchen o dañen la tela. Los gases de los cuerpos muertos son extremadamente reactivos químicamente y al cabo de un par de horas, en entornos como los sepulcros, el cuerpo empieza a producir aminos más fuertes en sus tejidos, como pudriscina y cadaverina. Esto provocaría el color observado en la capa de hidratos de carbono, pero crea preguntas sobre por qué ambas vistas de la imagen son tan fotorrealísticas y por qué no fueron destruidas por posteriores productos de la descomposición. (Una pregunta obvia: si hubo resurrección, o si se retiró el cuerpo de la tela en el momento requerido).

#### Reproducción fotográfica

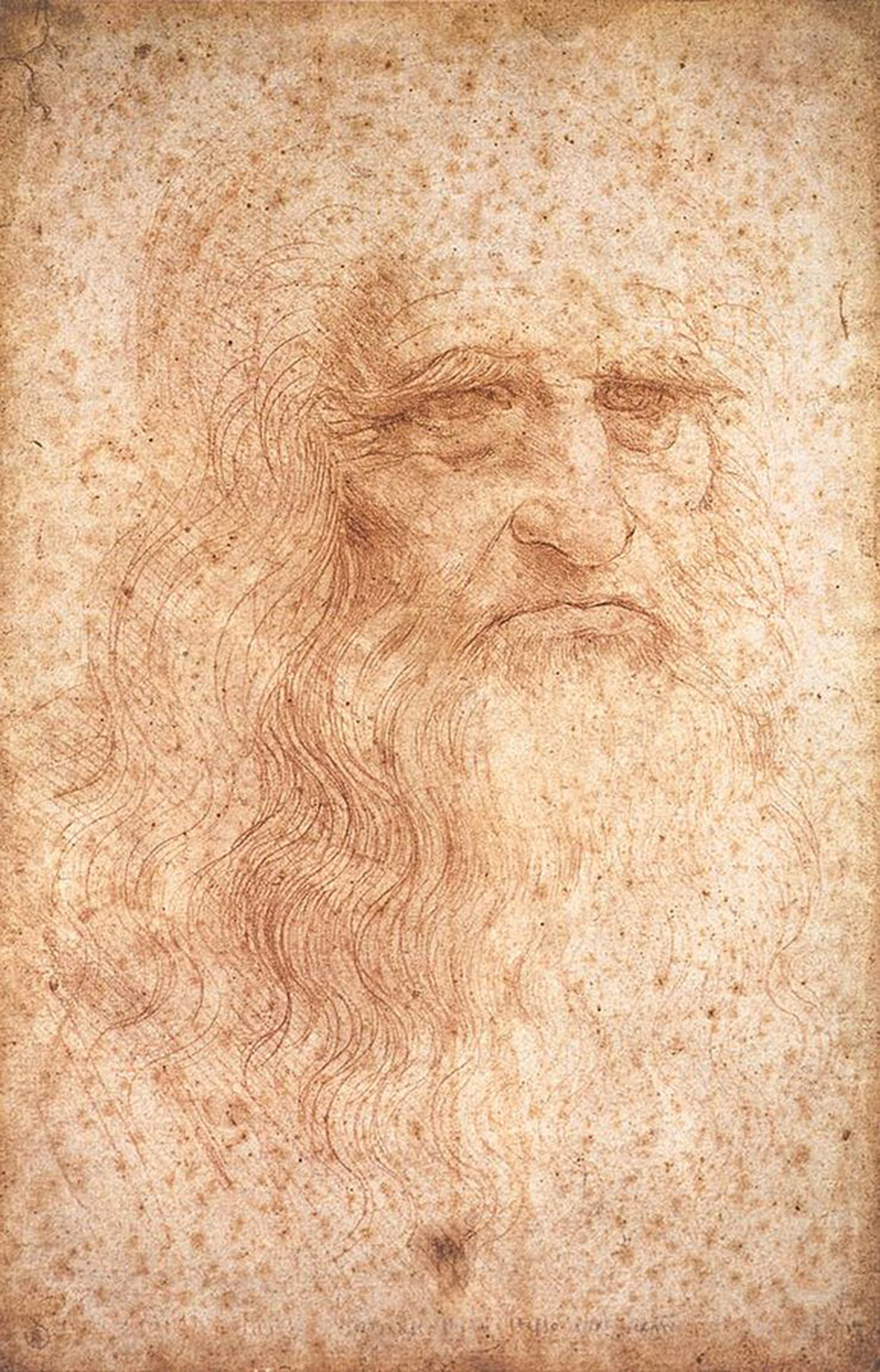
La artista estadounidense Lillian Schwartz, consultora gráfica en la Escuela de Artes Visuales de Nueva York, quien se hizo conocida en la década de 1980 cuando comparó el rostro de Mona Lisa con un autorretrato de Leonardo da Vinci, sugirió luego la existencia de dimensiones similares en el rostro del hombre del Sudario y en el del mismo autorretrato del célebre polímata florentino.

Entre los métodos propuestos por los partidarios de la creación de la imagen en la Edad Media, hay quien no duda en considerar al sudario como la primera fotografía del mundo, atribuyendo su autoría a Leonardo da Vinci. Según ellos, la imagen habría sido producida con la ayuda de una linterna mágica, un dispositivo de proyección simple y compuestos de plata sensibles a la luz aplicados sobre la tela. Esta teoría se apoya en el parecido que algunos encuentran entre el famoso autorretrato de Leonardo y la imagen del sudario, pese a que Leonardo nació varios siglos después de la primera aparición documentada de la sábana, si se considera que la sábana de Turín es la misma que la de Edesa, cosa que algunos expertos dudan.
Los principales defensores de esta teoría son Lillian Schwartz (consultora gráfica de la School of Visual Arts en Nueva York, quien se hizo conocida en la década de 1980 por pretender que la Mona Lisa era un autorretrato de Leonardo), Lynn Picknett (investigadora), Nicholas Allen (profesor en Historia del Arte de la Nelson Mandela Metropolitan University en Sudáfrica, quien sostiene que la prueba de que el sudario fuese una fotografía de Da Vinci sería que se encontraran rastros de sulfato de plata en el sudario) y Larissa Tracy (profesora de la Longwood University en Virginia). Todos ellos afirman que Leonardo tenía todos los conocimientos necesarios en anatomía y los materiales para fabricar una primitiva cámara oscura como para fabricar un sudario falso que reemplazaría a la falsa reliquia de mala calidad que estaba en posesión de la familia Saboya desde 1453.

#### Pintura
En 1979 Walter McCrone, un miembro del equipo STURP, concluyó que la imagen estaba compuesta por partículas de pigmentos. Las fibras disponibles para el estudio de las manchas fueron aquellas que quedaron pegadas a una treintena de cintas adhesivas que se aplicaron a secciones diferentes de la tela en el año 1978 por el STURP. Según McCrone, los pigmentos son una mezcla de témperas rojo ocre y bermellón. Su grupo de óptica electrónica publicó en cinco artículos los resultados de estos estudios en revistas revisadas por científicos.
Tras conocer la noticia, STURP le retiró las muestras y le reemplazaron por otros científicos. En palabras de McCrone, lo «expulsaron» de STURP. Por su parte, John H. Heller escribió que McCrone renunció a consecuencia de la conclusión de los revisores de STURP que indicaba que los manuscritos remitidos por McCrone para ser evaluados para su publicación contenían datos «tergiversados» (misrepresented), observaciones «altamente cuestionables» (highly questionable), y conclusiones que eran «pontificaciones» (pontifications) más que «lógica científica» (scientific logic).
Los miembros de STURP disputaron la conclusión de McCrone de que la imagen de la sábana fue pintada, y afirmaron ―también en artículos científicos revisados por pares― que los análisis físicos excluyen la presencia de pigmentos en cantidades suficientes para ser responsables de la imagen.
Otros análisis microscópicos de las fibras parecen indicar que la imagen se limita estrictamente a la capa de hidratos de carbono, sin capas adicionales de pigmentos a la vista. Los partidarios de la autenticidad del sudario replican que ninguna técnica conocida de pintura a mano puede aplicar un pigmento con semejante nivel de control sobre una superficie de fibras nanométricas.
Sin embargo, las hipótesis de algunos autores críticos, como Nickell
o Garlaschelli,
no suponen que la imagen fuera pintada tal como la conocemos. Ellos piensan que lo que vemos son restos o una marca de una pintura original que, según testigos de la época, aparecía entonces como “pintada hoy mismo”.
En el mismo sentido, Charles Freeman piensa que el sudario podría ser una tela pintada de las que se utilizaban en las representaciones de Pascua, dentro de la ceremonia del Quem quaeritis?, que ha perdido los colores con el tiempo.

#### Máscara solar (teoría de la sombra)
En marzo de 2005, Nathan Wilson, profesor del Nuevo Instituto de San Andrés, hizo público en un artículo de la revista Books & Culture que había fabricado un símil de la imagen de la sábana exponiendo lino negro al sol durante diez días, bajo una lámina de cristal sobre la que se había pintado una máscara del positivo.
El método de Wilson destaca porque no requiere conjeturas sobre técnicas medievales desconocidas y por ser compatible con las afirmaciones de que no hay pigmentos en la tela. No obstante, el experimento no se ha repetido, y las imágenes deben pasar todavía por análisis químicos y microscópicos. Surgen también dilemas sobre la disponibilidad de un cristal medieval lo bastante grande para crear la imagen y el coste desmesurado que tendría.

#### Segunda imagen en el reverso de la tela
Durante la restauración de 2002, el reverso de la tela fue fotografiada y escaneada por primera vez. Giulio Fanti y Roberto Maggiolo, de la Universidad de Padua (Italia) publicaron un artículo en el que afirman que se puede observar una segunda imagen en la parte oculta de la tela.
Describen esta imagen como mucho más tenue, formada principalmente por la cara y las manos. Como en la imagen frontal, es enteramente superficial, estando la coloración limitada a la capa de hidratos de carbono. Las imágenes se correlacionan con las del otro lado de la tela. No se detecta ninguna imagen en la sección correspondiente a la vista dorsal del cuerpo.
Sin embargo, en la conferencia de Dallas de 2005, monseñor Ghiberti (presidente de la Comisión Diocesana de la Síndone) y la Sra. Flury-Lemberg (restauradora de la misma -Cfr. supra:Estudios oficialmente autorizados), negaron tajantemente que se hubiera observado nada parecido a lo que pretenden Fanti y Maggiolo. Mario Latendresse, comentando estas declaraciones, advierte que el trabajo de los dos autores italianos se basa en fotografías de poca calidad y carece de algunos datos relevantes, por lo que es muy difícil que pueda confirmarse.

#### Radiación ultravioleta
Entre 2005 y 2010, en el centro de investigación de la «Agencia Nacional para las Nuevas Tecnologías, Energía y Desarrollo Económico Sostenible» (ENEA) de Frascati, un grupo de científicos (Paolo Di Lazzaro, Daniele Murra, Enrico Nichelatti, Antonino Santoni y otros) realizó estudios sobre tejidos de lino mediante la radiación con láser excimer (un tipo de láser ultravioleta),
llegando a afirmar que "un brevísimo e intenso rayo de radiación VUV (Vacuum Ultraviolet) direccional puede colorear una tela de lino y reproducir muchas de las características peculiares de la imagen del cuerpo de la Sábana Santa de Turín".
Los resultados se resumieron en un informe hecho público en 2011.
En el resumen del informe se lee: "Mediante pulsos de láser excimer hemos obtenido una coloración del lino extremadamente superficial y similar a la sindónica... También hemos obtenido una coloración latente, invisible después de la irradiación, apareciendo solo como resultado del envejecimiento artificial o natural lino. El resultado, tal vez más importante, es haber identificado algunos procesos fotoquímicos al grado de explicar tanto el color de la superficie, como el fenómeno de coloración latente. Es posible que estos procesos fotoquímicos hayan contribuido a la formación de la imagen de la Síndone".
Para el profesor Christopher Ramsey de la Oxford Radiocarbon Accelerator Unit, el hecho de que se pueda producir un resultado usando un láser ultravioleta, no significa que este sea el único modo de lograr este resultado. Hay muchas posibilidades y la imagen podría ser el resultado de una combinación de fenómenos.
Para Luigi Garlaschelli, se trata de un resultado limitado y no sorprendente, y los resultados de los investigadores del ENEA no son suficientes para descartar la posibilidad de una falsificación medieval. Tampoco existe alguna tecnología conocida para lograr un aparato similar en la antigüedad o la Edad Media.

### Análisis del sudario

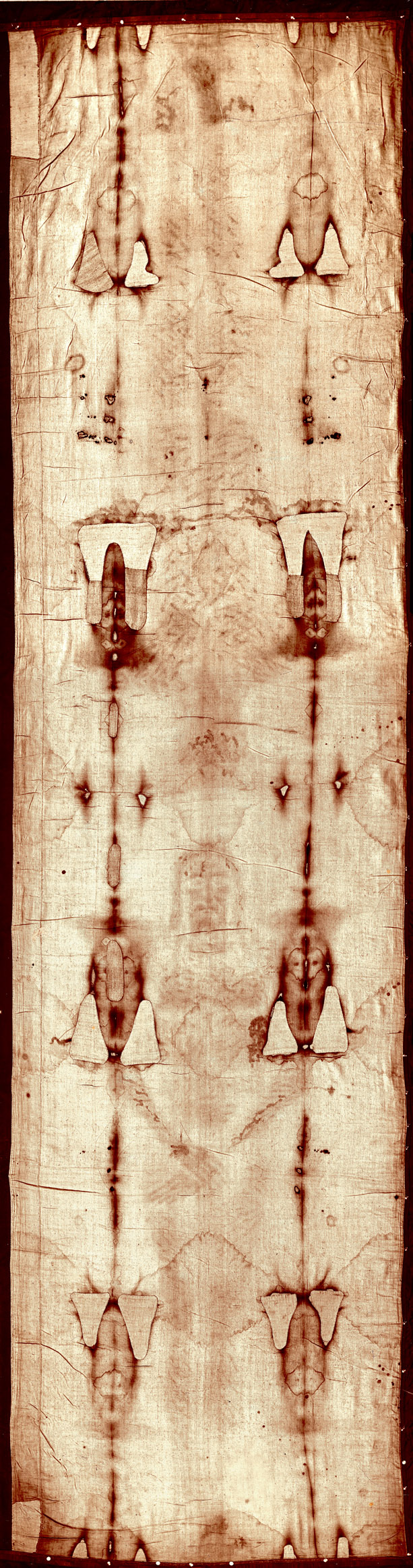
Imagen completa del sudario.

#### Datación radiométrica
En 1988, la Santa Sede permitió a tres centros de investigación independientes realizar exámenes de radiocarbono sobre un trozo extraído de una esquina del sudario. El lugar de toma de las muestras fue seleccionado tras un meticuloso estudio por los expertos textiles profesor F. Testore, del Departamento de Ciencias de los Materiales de la Universidad Politécnica de Turín y G. Vial, del Museo de Tejidos y el Centro Internacional de Estudios de Tejidos Antiguos de Lyon, bajo la supervisión de Michael Tite, Jefe del Laboratorio de Investigación del Museo Británico. Se enviaron tres muestras del sudario a tres laboratorios diferentes, la Universidad de Oxford, la Universidad de Arizona y la Escuela Politécnica Federal de Zúrich, junto con tres muestras de tejido procedente de una tumba egipcia datada en 1100 a. C., de vendas de una momia de 200 a. C. y de la capa de Luis IX, del siglo XIII d. C. De esta manera se podía comprobar la fiabilidad de las técnicas utilizadas (cada laboratorio usó unas técnicas diferentes dentro del mismo método de datación, la espectrometría de masas con acelerador (AMS)). Las dataciones efectuadas por los tres laboratorios, avaladas por las muestras de control, cuya datación estaba acreditada, coincidieron en que el tejido del sudario había sido confeccionado entre 1260 y 1390.
Los datos facilitados por el carbono 14 serían los siguientes
- Universidad de Oxford: 750 ± 30 años; entre 1220 y 1270, datación media 1238.
- Universidad de Tucson: 646 ± 31 años; entre 1311 y 1373, datación media 1342.
- ETH Zürich: 676 ± 24 años; entre 1288 y 1336, datación media 1312.

Existe una diferencia en la edad radiocarbónica media por las Universidades Tucson y Oxford de entre 43 años y 165 años, con una media de 106 años, lo que resulta en una edad media de la tela de 691 ± 31 años y una probabilidad del 95 % de que la tela sea del período comprendido entre 1262 y 1312 o entre 1353 y 1384.

##### Observación de Ray Rogers
En 2002, Ray Rogers, experto en química del equipo STURP y socio retirado del Laboratorio Nacional de Los Álamos, postuló que la muestra cortada del Sudario de Turín en 1988 habría sido tomada de un área del lienzo que había sido vuelta a tejer durante la Edad Moderna. En dicha área se habría mezclado (de manera muy sutil ―imperceptible a la vista―), tejido moderno con antiguo, comprometiendo de esta manera la prueba de datación. Cinco semanas antes de su muerte, Rogers escribió un artículo, basado en los 32 hilos que él mismo había obtenido con cintas adhesivas en 1978 cuando estaba en el STURP, una muestra tomada por el experto textil Gilbert Raes en 1973 de una esquina adyacente a la utilizada para la datación por C-14, y otra muestra más proveniente del centro de la que fue utilizada para la datación, que, en ambos casos, provendrían del asesor de la archidiócesis, Luigi Gonella, obtenidas con el permiso del Cardenal Ballestrero, custodio del sudario en 1988. Thermochimica Acta aceptó el análisis de Rogers en enero del 2005.
Entre otras cosas, Rogers basaba su afirmación en que Gilbert Raes, experto textil al cual le fue permitido cortar una muestra del sudario de una esquina adyacente a la que fue utilizada para la datación, reportó que había fibras de algodón entrelazadas con el lino, que según él, Rogers, no se encontraban en el resto del sudario.
También afirmó que la presencia o ausencia de vanilina daba fechas muy diferentes para las hebras procedentes de la datación y las del resto del tejido.
Raymond Rogers, en su artículo de 2005 de la revista Thermochimica Acta, ofrece una aparente prueba química de que la muestra cortada del Sudario en 1988 no era válida. Los exámenes microquímicos del área hallan rastros de vanilina en las muestras de la datación de 1988, ausentes en el resto de la tela. La vanilina se origina por la descomposición térmica de la lignina, un polímero complejo integrante del algodón. Este producto suele encontrarse en materiales medievales, pero no en telas más antiguas, ya que disminuye con el tiempo. Por ejemplo, no se halló vanilina en los envases de los Manuscritos del Mar Muerto. La pérdida de vanilina apunta a que el sudario tiene entre 1300 y 3000 años de antigüedad.
Sin embargo, Berger
y Schafersman
mantienen que el método de la vanilia ni es fiable ni ha sido utilizado nunca para determinar la fecha de artefactos antiguos. En un artículo científico de 2020, los defensores de la autenticidad del sudario Bryan Walsh y Larry Schwalbe admiten que "El metodo de Rogers tiene limitaciones y sus resultados no son ampliamente aceptados.".
Para una crítica más general del trabajo de Rogers, cf. Datación radiométrica.
Después de fallecer Rogers, Robert Villarreal, que trabajaba en el mismo laboratorio de Los Álamos, retomó sus trabajos con las mismas muestras.
En su informe, Villarreal ―en contra de lo que habían mantenido Raes, Rogers y otros― concluye que las muestras procedentes de la datación estaban compuestas completamente de algodón, no de lino.
La tesis de Rogers ha sido también apoyada por el experto en microscopía John L. Brown,
Otros autores, partidarios y contrarios a la autenticidad, no admiten las tesis de Rogers. Como P. Berger,
S. Schafersman,
M. Antonacci
o I. Wilson,
que cuestionan la procedencia de las muestras, hallan errores en los cálculos, piensan que el método de datación por vanilina que utilizó Rogers no es fiable o no creen que existieran remiendos en la zona de las muestras. En general, la mayoría de los expertos textiles no consideran fiable el método usado por Rogers.
Benford y Marino, que fueron los que primero defendieron la teoría del remiendo invisible, han presentado como evidencia a favor de su existencia un comunicado personal del Sr. Michael Ehrlich, propietario y presidente de Without A Trace, (compañía que proporciona servicios de reparación y zurcido),
en el sentido de que los artesanos de la Edad Media eran capaces de realizar un entretejido que reparaba los tejidos de una manera invisible. Según Benford y Marino, Flury-Lemberg desconocería esta técnica “mágica”.
Sin embargo, en un artículo de 2007 Flury-Lemberg, experta en conservación de tejidos, descalificó la opinión mantenida por Ehrlich que, según ella, era un mero reclamo comercial para un remiendo que era visible a ojos de expertos como los que seleccionaron la muestra en 1988 e imposible de realizar en tejidos livianos como el lino.
Flury-Lemberg también afirmó no haber encontrado ningún rastro de parches u otro tipo de remiendos con ocasión de los trabajos de restauración 2002. En su artículo, basándose en la observación y análisis de la tela por las dos caras, rechazaba la teoría del remiendo invisible que había servido de base a los trabajos de Rogers.
En 2010, Timothy Jull y Rachel A. Freer-Waters, de la Universidad de Arizona, analizaron una muestra del tejido que había quedado de reserva en el laboratorio de Tucson tras la datación de 1988. El estudio se limitó a constatar que no había alteraciones del tejido que permitieran suponer que la datación se había hecho con material diferente del lienzo.
En 2015, Bella, Garlaschelli y Samperi publicaron una comunicación en la revista Thermochimica Acta en la que afirman que Rogers cometió algunos errores importantes en su interpretación de los datos del espectrógrafo de masas que invalidarían la «teoría del remiendo invisible».
En 2010, un estudio de estadística cuestionó el tratamiento de los datos obtenidos de las diferentes submuestras por los tres laboratorios.

##### Residuos bacterianos
Uno de los primeros argumentos usados para cuestionar la datación fue el de los residuos bacterianos, ya que hay varios ejemplos de objetos antiguos cuya datación resultó ser inexacta, especialmente en los orígenes de la radiometría. El caso más notable se dio en 1970, cuando se dataron los huesos de una momia del Museo Británico unos 800 a 1000 años antes que su envoltura. Hay que tener en cuenta también que la esquina utilizada en la datación habría sido más manoseada que el resto de la tela, subiendo el riesgo de contaminación por bacterias y otros residuos. Las bacterias y sus desechos (bacterias muertas y subproductos) contienen carbono, lo que acercaría a nuestros días la fecha radiométrica. Esta hipótesis es fundamentalmente defendida por Leoncio Garza-Valdés.
El físico nuclear Harry E. Gove, de la Universidad de Rochester, inventor del método de datación por radiocarbono que se utilizó en 1988, admitió la posibilidad de una capa bioplástica que hubiera falseado la datación. Según Gove, si esta cubierta fuera lo bastante gruesa, podría haber producido unas fechas más recientes que las reales. Sin embargo, en Relic, Icon or Hoax? Carbon Dating the Turin Shroud
y en A problematic source of organic contamination of linen,
el mismo Gove determinaba que los estudios realizados eran parciales, inconcluyentes y no aplicables al lienzo de Turín.
Rodger Sparks, experto en radiocarbono, y otros científicos han opinado que para que una contaminación bacteriana medieval produjera un error de trece siglos, haría falta una capa bioplástica del doble del peso de la muestra.
Ya que esto puede detectarse fácilmente, se examinaron varias fibras en el Centro Nacional de Excelencia de la Fundación de Ciencias de Espectrometría de Masas en la Universidad de Nebraska. El examen piro-másico-espectrométrico no detectó ningún tipo de polímero bioplástico en las fibras, ya fueran estas de la imagen o de otras zonas del sudario. A su vez, el análisis de micro-sondas láser Raman efectuado en Instruments SA, Inc. en Metuchen (NJ), arrojó también un resultado negativo.

#### Datación por rayos X
Un estudio de Liberato De Caro, Teresa Sibillano, Rocco Lassandro, Cinzia Giannini y Giulio Fanti, publicado en 2022 en la revista Heritage, dató un hilo del sudario (de los extraídos en 1988) mediante la inspección de su degradación estructural mediante dispersión de rayos X de gran angular. El resultado del estudio indica que es posible que el sudario tenga 2000 años de antigüedad.

Sin embargo, las conclusiones del propio estudio señalan que el método (no aplicado ni validado para la datación de telas) requiere de estudios "más precisos y sistemáticos para confirmar los resultados".

#### Análisis histórico de materiales
Gran parte de la investigación reciente se ha centrado en las marcas de agua y quemaduras. Las quemaduras más grandes provienen claramente del incendio de 1532 (hay otras menores que debieron originarse en algún momento anterior), y se supone lo mismo para las marcas de agua.
Sin embargo, en 2002, Aldo Guerreschi y Michele Salcito presentaron un escrito en París durante el IV Simposio Científico Internacional, opinando que muchas de esas marcas debían de ser más antiguas, porque las simetrías se corresponden más con el plegado que se requiere para guardar la tela en una jarra de barro como las que se encontraron en Qumrán que las que se hubieran producido estando en el relicario que la hospedó en 1532.
Según la experta restauradora de textiles Mechthild Flury-Lemberg hay un zurcido en la sábana idéntico a un tejido del siglo primero, que era exclusivo de la fortaleza de Masada junto al Mar Muerto.
Gilbert Raes, del Instituto Ghent de Tecnología Textil de Bélgica, estudió el sudario en 1973. Según él, el tejido tiene un patrón de 3:1, lo que lo hace más complejo de fabricar y, por lo tanto, se habría tratado de un tejido caro en la época antigua.
William Geilmann, experto textil de la Universidad de Maguncia, estudió piezas de lino de Palmira (Siria), datadas entre los siglos I y III y una de ellas tenía el mismo patrón 3:1 del sudario.
John Tyrer, que durante 25 años estuvo a cargo de estudios textiles en la Manchester Chamber of Commerce Testing House and Laboratory del Reino Unido, escribió: «Textiles de lino con torsión de hilos en Z y tejidos de sargas reversibles de tres a uno similares al sudario de Turín podrían haber sido producidos en el siglo I en Siria o Palestina».
Estas afirmaciones son contradichas por el trabajo de Orit Shamir.
Según Shamir, son varias las diferencias fundamentales entre el tejido del sudario de Turín y los de Palestina en el siglo I (analiza más de 1500). Ni el tipo de hilado (torsión en Z), ni el material, ni la densidad del entramado (demasiado denso), ni el formato de tejido del lino (3:1), son propios de las telas del siglo I en Palestina. Además, pese a lo que afirmó Flury-Lemberg, los hilos que se utilizaron para coser la franja lateral del Sudario de Turín pueden encontrarse en períodos distintos de la época romana. No hay ningún tejido de la época que contenga algodón. Shamir también descarta que la tela haya sido importada desde otros territorios.
Usando un microscopio y luz polarizada, Gilbert Raes identificó trazas de algodón en el sudario. El algodón estaba integrado en el hilado del lino, por lo que se ha llegado a pensar que no se trataba de una contaminación posterior. Por esto, se ha deducido que, fuera donde fuera elaborado el sudario, lo fue en un equipamiento que también se usaba para tejer con algodón.
El tipo de algodón hallado es de la variedad Gossypium herbaceum, una variedad que estaba presente en el siglo I en Oriente Medio y que no llegó a Europa hasta la Edad Media.
No se han encontrado trazas de lana, cuando la ley judía (Deuteronomio 22:11 y Levítico 19:19) prohíbe la mezcla de lana con lino.

#### Estudio forense médico y biológico

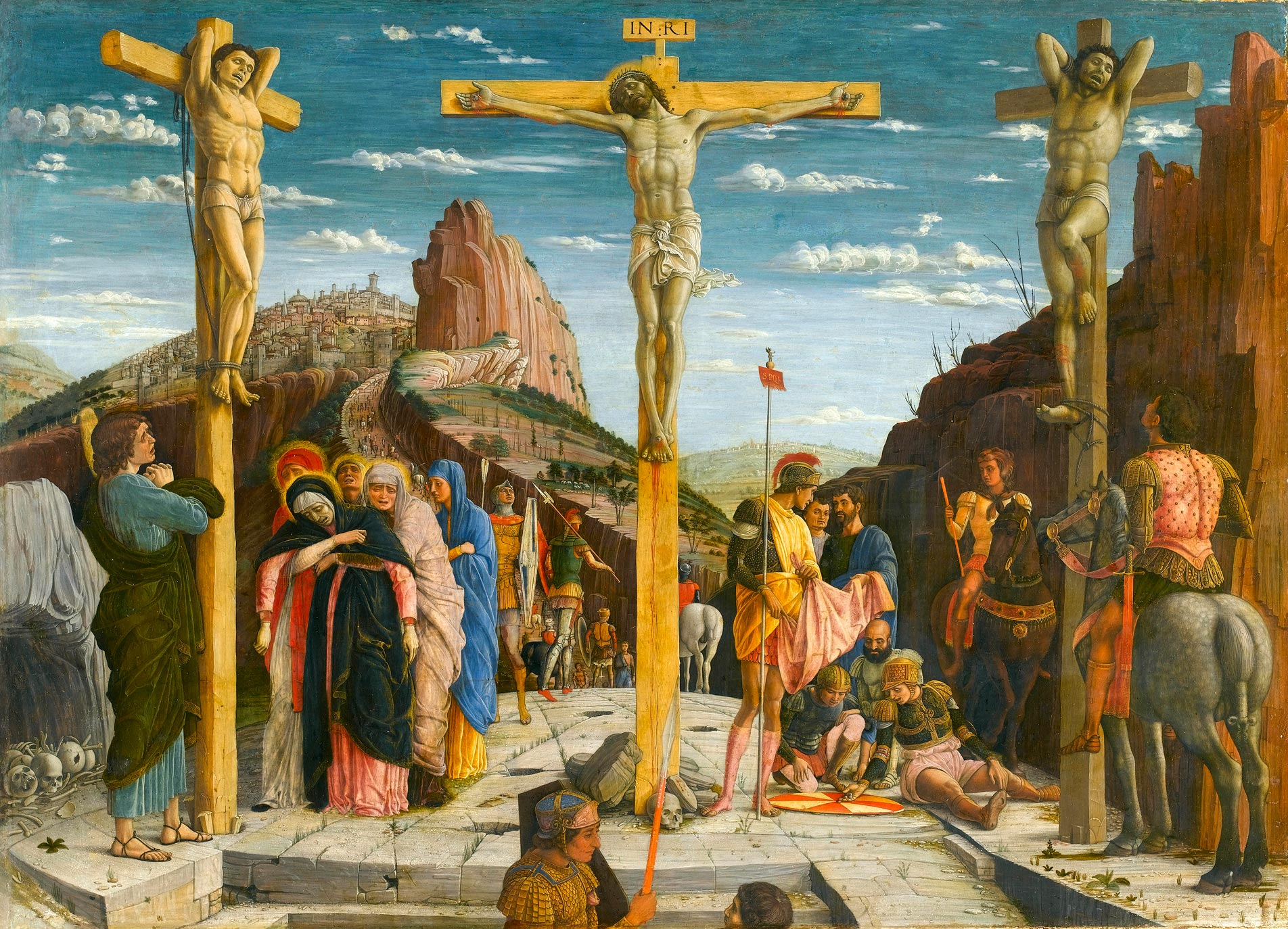
Andrea Mantegna. La crucifixión (1456-1459). Museo del Louvre.

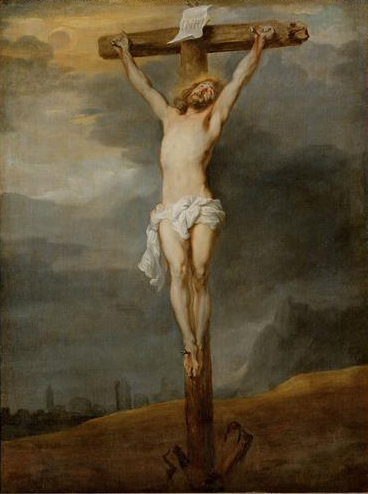
Anton van Dyck. Cristo en la Cruz (1628-1630). Museo de Historia del Arte de Viena.

##### Detalles de la técnica de la crucifixión
Los partidarios de la autenticidad del sudario sostienen que es improbable que un falsificador medieval estuviera al tanto de algunos detalles técnicos de un método de ejecución abandonado casi por completo desde hacía siglos. La perforación de las muñecas en vez de las palmas va en contra de la iconografía tradicional cristiana, sobre todo la medieval, pero el Dr. Pierre Barbet creyó que los condenados a la cruz eran clavados habitualmente por las muñecas como en la imagen del Sudario de Turín, y esto no era algo de común conocimiento en la Edad Media. Respecto a la posición de los clavos existe una polémica en torno al único esqueleto de un crucificado que se ha encontrado.
El arqueólogo Nicu Haas pensó haber encontrado rastros de clavos entre el húmero y radio, pero una revisión posterior de Zias y Sekeles afirmó que los indicios eran insuficientes y mantuvo la hipótesis de cuerdas en las manos, en lugar de clavos.
La teoría del Dr. Pierre Barbet fue criticada por el Dr. Frederick Zugibe,
y por el arqueólogo Joe Zias.
El primero demostró que es imposible que un clavo pasara por el espacio Destot, como pretendía el Dr. Barbet, y que era imposible que el crucificado flexionara los brazos para respirar. En lugar de la asfixia, defendió que la muerte se producía por un choque hipovolémico. Zias advierte de que en el Imperio romano, los crucificados no pendían de las muñecas, sino que, para alargar la agonía, se les colocaba un soporte (sedile y otros).

##### Manchas de sangre
En la sábana se localizan varias manchas rojizas que asemejan sangre. El químico Walter McCrone (ver arriba) las identificó como meros pigmentos e informó de que ninguno de sus exámenes de las muestras encontró presencia de sangre.
La tonalidad de rojo de estas supuestas manchas de sangre plantea serias dudas. Normalmente, las manchas de sangre se decoloran en relativamente poco tiempo hasta adquirir en su totalidad un tono parduzco, mientras que las del sudario abarcan del rojo puro al marrón habitual. Los defensores del sudario manifiestan que las manchas no provinieron de heridas abiertas, sino del líquido exudado por coágulos, aunque eso no resuelve el problema del color. En casos de traumas graves (como el del hombre del sudario), este líquido estaría compuesto por bilirrubina y hemoglobina oxidada, la cual permanecería por siempre roja.
Adler y John Heller afirmaron haber hallado bilirrubina y albúmina en las manchas. Sin embargo, se desconoce si las manchas se produjeron al mismo tiempo que la imagen, que tanto Adler como Heller atribuyen al envejecimiento prematuro del lino.
Los análisis de Adler y Heller han sido criticados por John F. Fischer.
Este analista forense critica la validez de los análisis de sangre que hicieron Adler y Heller porque no son específicos y pueden dar positivos falsos y la hipótesis de coloración por bilirrubina, ya que no ha sido demostrada empíricamente.
Respecto a la posición de los regueros de sangre de uno de los brazos, Garlaschelli y Borrini han presentado un estudio según el cual las manchas no se corresponden con la imagen tradicional de un crucificado con los brazos extendidos sobre la cruz. Tampoco concuerdan con otras imágenes en las que los brazos están atados con cuerdas. El brazo debería estar en alto, a más de 80° desde la horizontal.
En experimentos realizados con voluntarios para estudiar el comportamiento de la sangre que emanaría de las heridas atribuidas a la imagen del sudario, los investigadores Matteo Borrini y Luigi Garlaschelli encontraron que, suponiendo que las manchas del sudario fuesen realmente sangre, el patrón de flujo de las diferentes heridas no son consistentes entre sí, y concluyen que las pruebas realizadas no solo prueban que no hay manchas de sangre, sino que el sudario no es auténtico, sino una representación artística del siglo XIV.
Un estudio de la Universidad Católica de Murcia de 2017, dirigido por el médico Alfonso Sánchez Hermosilla, describió en la imagen de la síndone una herida penetrante (la lanzada) que le atravesaría el hemitórax derecho, con entrada por el quinto espacio intercostal y salida por el cuarto, próxima a la columna vertebral y la escápula derecha, dejando marcas que los autores atribuyen a coágulos de sangre y de líquido pleuro-pericárdico en la Sábana Santa. Dicho estudio, sin embargo, no ha sido publicado en ninguna revista científica.

##### Granos de polen
Avinoam Danin y Uri Baruch, investigadores de la Universidad Hebrea de Jerusalén, informaron de la presencia de granos de polen en las muestras, pertenecientes a especies primaverales de Palestina. Trabajaron con muestras provistas por Max Frei-Sulzer,
un criminólogo retirado de la policía suiza, reconocido por su técnica de toma de muestras mediante el uso de cinta adhesiva.
Una revisión independiente de carácter escéptico realizada por Joe Nickell manifestó que, de las 26 cintas adhesivas usadas para tomar muestras, 25 apenas contenían restos de polen y casi todos se encontraban en una sola cinta, lo que podría ser un indicio de manipulación o, al menos, de contaminación.
Posteriormente, el Prof. Danin retiró su apoyo a las identificaciones de pólenes hechas por Frei.
Gaetano Ciccone, analizando los muchos puntos oscuros del trabajo de Frei, la utilización de fotos ajenas como propias, la imposibilidad de ciertas afirmaciones, etc., concluye que en sus estudios hay algo más que incompetencia o superficialidad.
Igualmente crítico, aunque menos drástico en las conclusiones, es Vaughn Bryant, en su recensión del libro de Danin et allia. Este autor extiende su escepticismo a los trabajos de Danin y Baruch, que encuentra insuficientemente fundamentados.
Danin y Baruch también detectaron siluetas de distintas flores en la tela. Basándose en las especies identificadas, han sugerido que deben provenir del entorno de Jerusalén, en los meses de marzo o abril.
En el área frontal, la que correspondería a la corona de espinas, hallaron vestigios de Gundelia tournefortii, que en el área de Jerusalén es exclusiva de este período del año. Este análisis está basado en la interpretación de varios patrones en el sudario como plantas particulares. Aunque los escépticos aducen que, debido a lo confuso de las disponibles, no es posible decantarse inequívocamente por una especie concreta de planta. Se trataría de un caso típico de pareidolia.

##### Sudario de Oviedo
Los sindonólogos incluyen en su campo de interés otras reliquias cristianas similares, especialmente el Sudario de Oviedo (o "pañolón de Oviedo"), de relación controvertida con el Sudario de Turín.
En la Catedral de Oviedo se guarda un pequeño paño de lino manchado, venerado como una de las prendas funerarias descritas en el Evangelio de Juan (Juan 19:40 y 20:5-8) que menciona un «sudario» (σουδαριον: [soudarion]) que cubría la cabeza, y unos «lienzos» o «vendajes» (ὀθόνια: [ozonia]) cubriendo el cuerpo. Existen diversas leyendas que dicen que el Sudario de Oviedo fue la prenda que cubrió entonces la cabeza de Jesús.
Los primeros documentos históricos que lo mencionan son de finales del siglo XI, pero algunos historiadores, como Mark Guscin, creen que las leyendas sobre su llegada a España en el siglo VII tienen una base de verdad.
Un estudio del Centro Español de Sindonología (CES) investigó la relación entre ese sudario y el de Turín. Basándose en la historia, patología forense, composición sanguínea (supuestamente de tipo AB, como la de la sábana) y patrones de las manchas, concluyó que ambas prendas cubrieron la misma cabeza en dos momentos distintos, pero próximos entre sí.
Otros críticos sostienen que el argumento es espurio. Puesto que niegan las manchas de sangre en la sábana, las del pañolón son irrelevantes. Max Frei-Sulzer también estudió los pólenes presentes en el sudario de Oviedo con muestras no extraídas por él de 1978 y otras extraídas por él mismo en 1979. Encontró pólenes de plantas comunes con la sábana de Turín y pólenes de plantas que no crecen en Europa pero que son frecuentes en los desiertos de Tierra Santa.
El argumento sobre el polen está también muy debilitado por el descrédito del trabajo de Frei sobre la sábana. (Cf, Granos de polen).
Cuatro dataciones con el método de radiocarbono de 1990 a 2007 han revelado que el pañolón es de origen medieval.
Entre los siglos VI y IX. Estas fechas son coherentes con los estudios de historiadores que afirman que la leyenda del Arca Santa y el sudario fue una invención del obispo Pelayo en el siglo XI.
El Instituto Nacional de Toxicología y Ciencia Forense, que colaboró algún tiempo con el CES, se retiró de las investigaciones por la negativa de este último a admitir los resultados de las pruebas de radiocarbono.

#### Procesamiento digital de la imagen
Varios estudiosos han aportado multitud de nuevos detalles al utilizar técnicas de procesamiento digital sobre la imagen.
En 1981 el padre Francis L. Filas aseguró haber detectado imágenes de monedas en los dos ojos. Según su estudio, la derecha pertenecería a una moneda de cobre romana realizada en Jerusalén entre los años 29 a. C. y 30 d. C., mientras que la izquierda asemeja una moneda de lituus del reinado de Tiberio.
En el siglo I fue costumbre poner monedas al cerrar los ojos a los muertos, razón que explicaría la presencia de las monedas. Algún error ortográfico de las monedas se ha encontrado en varios ejemplares no ligados con la sábana. Su teoría fue debatida por Antonio Lombatti y Alan Whanger en "Doubts Concerning the Coins Over the Eyes".
Gian Marco Rinaldi publicó en el boletín de CICAP una crítica detallada con abundante material gráfico.
Rinaldi afirma que la costumbre de poner monedas en los ojos no era hebrea y menos poner monedas imperiales en un cadáver de un judío religioso. También compara las fotografías que usó Filas con otras de mayor resolución, en las que desaparece la imagen del leptón.
En 1979, Piero Ugolotti dijo haber hallado caracteres griegos y latinos próximos a la cara, que fueron estudiados posteriormente en 1997 por André Marion y su alumna Anne Laure Courage, del Institut d’Optique Théorique et Appliquée d’Orsay (Instituto de Óptica Teórica y Aplicada de Orsay).
En el lado derecho encontraron las letras ΨΣ ΚΙΑ, que ellos interpretaron como ΟΨ―ops ‘cara’ + ΣΚΙΑ―skia ‘sombra’, aunque no aparece la primera letra. El problema de esta interpretación es que es gramaticalmente incorrecta, pues en griego «cara» debería aparecer en genitivo. A la izquierda hallaron las letras in nece (parte tal vez de in necem ibis, ‘irás a la muerte’), y ΝΝΑΖΑΡΕΝΝΟΣ― nnazarennos (una forma incorrecta de escribir ‘nazareno’). Otros investigadores detectaron otras muchas «inscripciones», pero según Mark Guscin,
solamente una de ellas podría estar escrita en griego: ΗΣΟΥ que es el genitivo de «Jesús», a falta de la primera letra.
En opinión de Guscin, las pretendidas inscripciones no tienen sentido ni gramatical ni históricamente hablando, lo que sería motivo para dudar de ellas. Pero el hecho de que se vean en unas diapositivas y en otras no sugiere que no responden sino al deseo subjetivo de "ver algo nuevo".

#### El Sudario fotografiado en alta resolución
A petición del Vaticano, la empresa HAL9000, experta en fotografía digital de alta resolución, digitalizó la imagen del Sudario el 22 de enero de 2008. Por medio de la fotocomposición de 1600 fotografías, se generó una imagen gigantesca de 12,8 gigapíxeles que, según los técnicos que la revisaron, permitiría un análisis a simple vista excepcionalmente detallado de la misma, como si se estuviese mirando a través de un microscopio.
Ante la posibilidad de ocurrencia de una alteración físico-química debida a la exposición a la luz, se garantizó la integridad del sudario mediante el uso de sistemas de protección probados y aprobados por el Laboratorio de Fotometría del Instituto Central de Roma para la restauración, sistemas que ya habían sido adoptadas en el relevamiento de La última cena, obra de Leonardo da Vinci. Como el proceso de toma de los cientos de imágenes resultó complejo, con la participación de personas y equipamiento de alto perfil tecnológico, la BBC se encargó de registrarlo. La primera fase de procesamiento permitió la creación de una reproducción detallada a tamaño original y una reproducción a escala de 12 metros de longitud, que se expusieron en la Catedral de Novara (Duomo di Novara) y en la plaza ubicada enfrente como símbolo del proyecto cultural Passio 2008.

### El Sudario de Turín y los evangelios

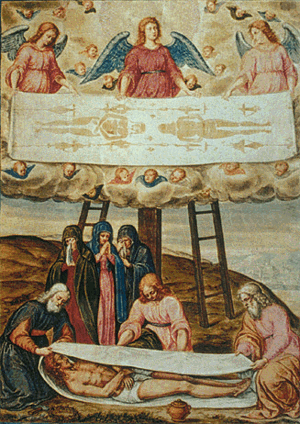
Esta imagen del descenso de la cruz de Giulio Clovio muestra a Jesús envuelto en una sábana similar a la de Turín.

En alguna ocasión los evangelios han sido aducidos como argumento contra la autenticidad del lienzo.
Eso ocurre ya en el primer documento conocido que se opone a la autenticidad, la carta que el obispo D’Arcis dirige al papa Clemente VII. En ella, entre otras consideraciones, advierte que, de haber sido conservada la mortaja de Cristo, los evangelistas no hubieran dudado en consignarlo en sus relatos.
Para encontrar una referencia directa a la conservación del sudario por los discípulos ―aunque sin imagen―, Thomas de Wesselow se remite a la leyenda georgiana de Santa Ninó (siglo V) y mantiene la hipótesis de que las apariciones de Jesús serían en realidad visiones extáticas del sudario.
Un problema diferente es el de la incompatibilidad entre los evangelios sinópticos y el de Juan. Los primeros hablan de la mortaja de Jesús como una sábana y el último se refiere a un pañuelo para tapar el rostro y unas vendas o lienzos que ataban o ligaban el cuerpo (Juan 19:40 y 20:5-7). Aparte de los problemas de armonización, que es un tema ampliamente discutido en la exégesis cristiana, el Evangelio de Juan resultaría incompatible con el sudario de Turín. Desde el campo sindonológico se ha propuesto diversas soluciones. André Feuillet considera el término othonia que usa Juan como un diminutivo poético o familiar.
Sin embargo, otros exégetas insisten en que el plural continuaría haciendo imposible la compatibilización.
Édouard Delebecque, ateniéndose al significado de ἔδησαν (atar) en Juan 19:40 y el plural de othonia, concluye que solo se puede entender el pasaje como hablando de vendas que ligaban el cuerpo.
Prácticamente todas las versiones bíblicas traducen como vendas o lienzos.

### Análisis artístico

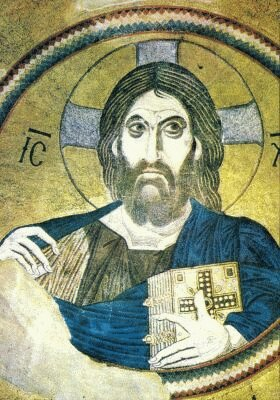
Hay muchas similitudes entre la imagen de la sábana y las representaciones pictóricas tradicionales de Jesús. Aquí se muestra el mosaico de Cristo Pantocrátor de la iglesia de Daphni, en Atenas.

La imagen del lienzo de Turín presenta rasgos del arte bizantino y gótico que han sido reconocidos por diversos autores. Paul Vignon señaló más de una docena de coincidencias en el rostro,
que incluyen detalles que, según él, se podían ver en la mayoría de las representaciones bizantinas de Cristo. Dan Scavone señala cómo la imagen de Turín es similar a las lamentaciones y epitaphioi del siglo XII.
Basándose en estas semejanzas, mantienen estos autores que el arte bizantino habría formado sus cánones de representación del rostro humano en la imitación del lienzo de Turín. Esto sería una prueba de su existencia anterior al siglo VI.
Noemi Gabrielli, experta que examinó la tela en 1973, la consideraba una obra de un artesano renacentista.
Ella creyó observar en la imagen técnicas similares al sfumato de Leonardo Da Vinci, sin llegar a atribuirle la tela personalmente. Sobre esta base lanzó la hipótesis de que la tela original pudiera haber sido sustituida a finales del siglo XV, idea que fue recogida por Lynn Picknett y Clive Prince para atribuir la imagen al propio Leonardo, del que sería un autorretrato.
Otros autores, como Denis Dutton,
o Gregory S. Paul,
encuentran la relación más bien con el gótico que con el arte bizantino. Para estos autores, la posibilidad de que el arte haya imitado una figura desconocida en la Antigüedad es prácticamente nula. Más bien consideran las semejanzas como una prueba contraria a la autenticidad, siendo el artista que hizo el sudario el que siguió modelos artísticos de su época. William S. A. Dale, experto de la National Gallery of Otawa, señala el extraordinario parecido del lienzo de Turín con el Epitaphios serbio de Milutin Uros (1300 aprox.), lo que, a su juicio fecharía el primero a partir de finales del siglo XIII.
Ciertas desproporciones anatómicas, que no son compatibles con una representación realista de un cuerpo humano, han sido señaladas como prueba de que la imagen de Turín es una obra iconográficamente asimilable al arte bizantino o bizantinizante. Por ejemplo, la longitud desmesurada de los dedos.
La posición de los clavos en las manos ha suscitado una polémica en relación con su plausibilidad artística que puede verse en el apartado Detalles de la técnica de crucifixión.

### Análisis de perspectiva óptica
Una objeción más a la sábana gira en torno al llamado asunto de la proyección de Mercator. La sábana muestra una imagen tridimensional proyectada sobre una superficie bidimensional plana, como las pinturas y fotografías. Una auténtica sábana mortuoria, en cambio, tendría una disposición casi cilíndrica sobre la superficie tridimensional de la cara, o aún más irregular, si cabe. La imagen resultante presentaría una distorsión lateral antinatural, con un brutal ensanchamiento a los lados, en vez de la típica imagen fotográfica que cualquier observador esperaría; y menos aún una imagen tan excesivamente alargada como la de la tela.
Además, si el lienzo hubiera reposado sobre el cuerpo, las zonas de contacto se habrían marcado de otra manera que las que estuvieran separadas de la tela. Para evitar estas objeciones y otras relacionadas, Gilbert Lavoie formuló la hipótesis de que la tela estaba flotando en el aire en posición horizontal cuando se imprimió la imagen.
Esta hipótesis, como el mismo Lavoie reconoce, no tendría explicación natural.

## El Sudario en la Iglesia católica

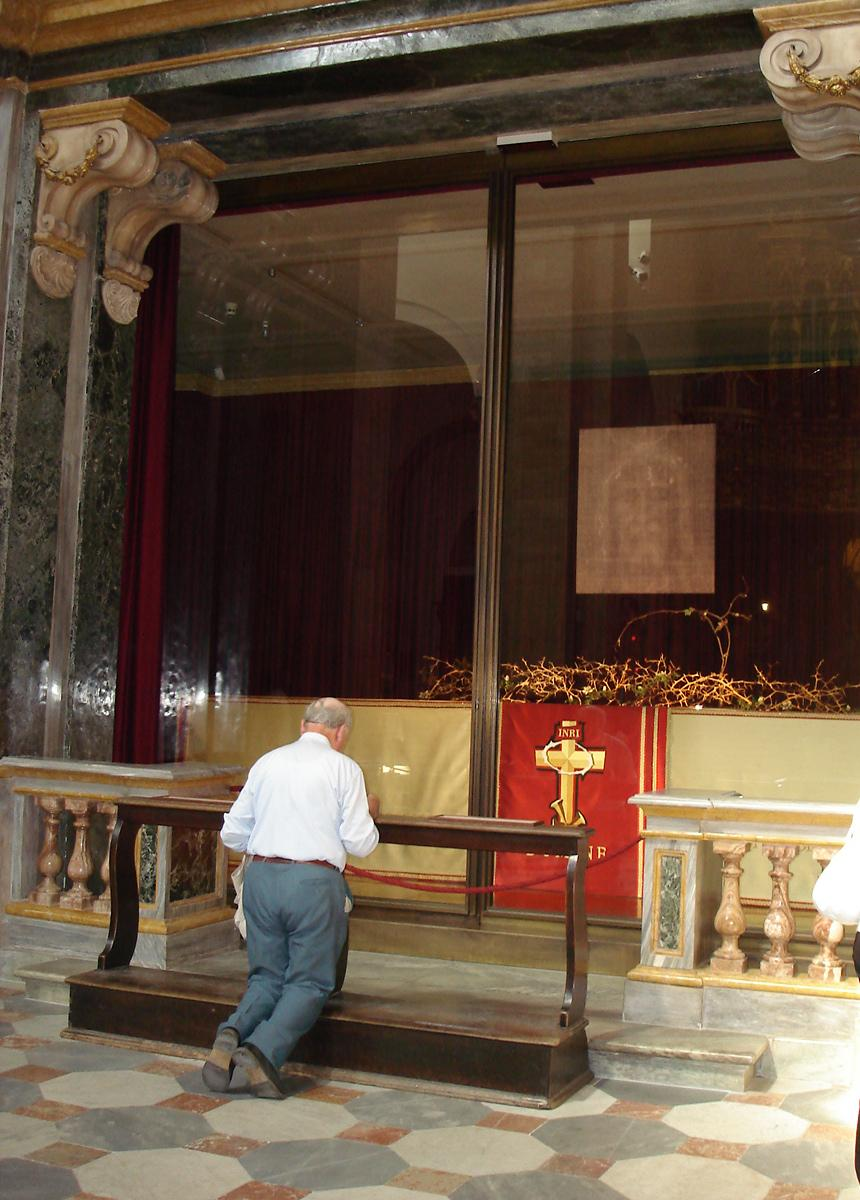
La Sábana Santa, Catedral de Turín

La Iglesia católica no se ha pronunciado nunca de manera oficial sobre la autenticidad del sudario. En 1998, el papa Juan Pablo II declaró:

Dado que no es una cuestión de fe, la Iglesia no tiene competencia específica para pronunciarse sobre esas cuestiones. Ella confía a los científicos la tarea de continuar investigando, de manera que se puedan encontrar respuestas satisfactorias a las preguntas relacionadas con esta sábana, la cual, según la tradición, envolvió el cuerpo de nuestro Redentor después de haber sido bajado de la cruz. La Iglesia insta a que la Sábana Santa se estudie sin posiciones preestablecidas que den por descontado resultados que no son tales; ella los invita a actuar con libertad interior y respeto atento, tanto para la metodología científica como para la sensibilidad de los creyentes.

Gian Maria Zaccone, director científico del Museo de la Síndone, distingue varias etapas en el culto del sudario, que pueden corresponder grosso modo con la actitud de la Iglesia: la búsqueda de un rostro para el Cristo; la presencia tolerada del sudario; la acogida del sudario dentro de la liturgia y la devoción católica (que incluiría la instauración de un día de la Sábana Santa con su culto especial en 1506); apertura a los estudios científicos.
Dentro de la Iglesia católica existen opiniones contrarias y favorables a la autenticidad, como fue evidente en la polémica en torno al descubrimiento y publicación del llamado Memorándum d'Arcis. En aquella ocasión, incluso instituciones religiosas, como la Sagrada Congregación de Indulgencias y Sagradas Reliquias, se pronunciaron en contra de la autenticidad o declararon que esa posición no era punible (Santo Oficio).

## Ficción
- Salomón Derreza: Los fragmentos infinitos. Lulu, 2011; ISBN 978-0-557-38761-8.[165] Novela de suspense basada en los resultados de los análisis de Leoncio Garza-Valdés, en la que, por encargo del Vaticano, el ADN conservado en la Sábana Santa sirve para clonar a Jesús, quien crece ignorante de su origen.[166]
- Alexander Lohner: Das Jesustuch. Aufbau, Berlín 2005, ISBN 3-7466-2122-4. Novela basada en el supuesto de que la Sábana Santa fue fabricada en 1270, en medio del conflicto religioso entre el cristianismo, el judaísmo y el islamismo.
- Julia Navarro: La Hermandad de la Sábana Santa. Barcelona: De Bolsillo, 2007. ISBN 978-84-9793-527-2. Superventas publicado en 2004 y traducido a varios idiomas acerca de una hermandad secreta, encargada de custodiar la verdadera Sábana Santa, de la cual la expuesta en Turín solo sería una copia.
- Patrick Roth: Corpus Christi. Fráncfort del Meno: Suhrkamp, 1996. ISBN 3-518-39564-5. Trilogía sobre la historia de Tomás, el incrédulo discípulo de Jesús, y su recorrido hasta encontrar la verdad de su fe.

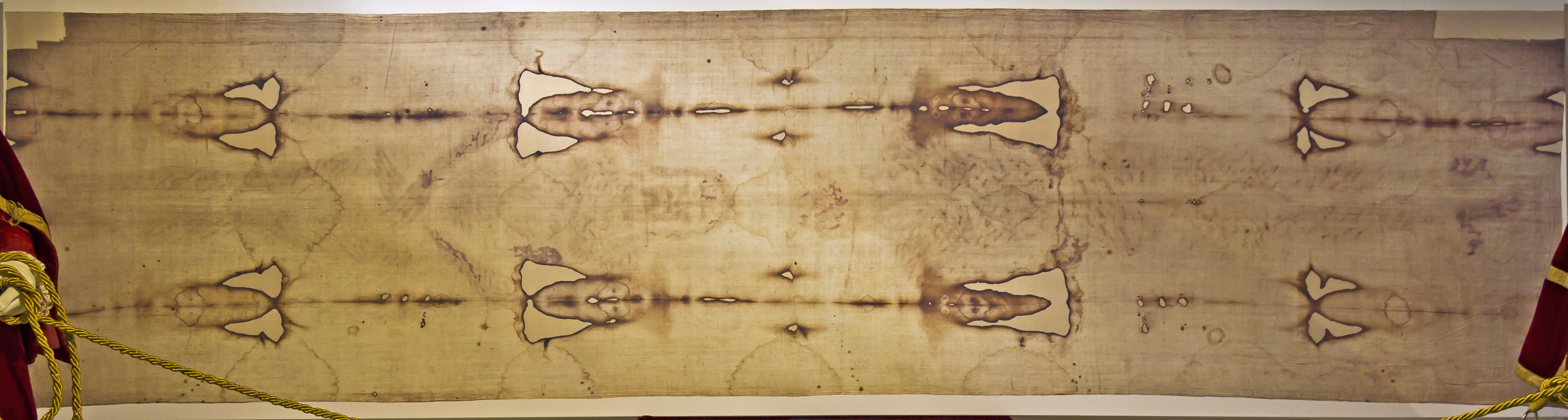
Réplica de la Sábana Santa de Turín que se conserva en el Real Santuario del Santísimo Cristo de La Laguna en Tenerife (islas Canarias, España).

### Páginas que creen que el sudario es de origen natural o sobrenatural
- SabanaSanta.org (en español)
- Centro Español de Sindonología (en español)
- Centro Mexicano de Sindonología (en español)
- Centro Internazionale di Sindonologia (en 6 idiomas)
- Web de la Sábana Santa de Turín (en español y en inglés). Administrada por Barrie M. Schwortz, antiguo miembro del "Shroud of Turin Research Project" (STURP).
- Shroud of Turin Blog (en inglés).
- Plataforma de Información del Sudario de Turín (en inglés, francés y alemán)
- El Sudario de Turín: Prueba de la Resurrección Una colección de ensayos y artículos (en inglés)
- "¿El Sudario de Cristo?" (en inglés) (Un episodio de "Secretos de los Muertos" en PBS)
- "La 'Sangre' del Sudario de Turín: ¿Sangre o Pintura? Una historia de Indagación Científica" (en inglés)
- "Medicina Forense y el Sudario de Turín" (en inglés)
- ENEA Research Center of Frascati (Italia). International Workshop on the Scientific Approach to the Acheiropoietos Images. 4-5-6 May 2010 (en inglés)

### Páginas que creen que el sudario es manufacturado, o no está asociado con Cristo
- The skeptical Shroud of Turin Website Archivado el 5 de agosto de 2004 en Wayback Machine. (en inglés). Incluye una lista de enlaces sobre ambos puntos de vista.
- "Shroud" of Turin (en inglés). Un artículo en estilo enciclopédico.
- Presentación de los hallazgos del Instituto de Investigación de McCrone Declaración de que el sudario es una pintura.
- ShadowShroud.com Informe de Nathan Wilson y su método para imitar el sudario.
- Live Science Numerosos hallazgos científicos
- Reproducen la Sábana Santa y demuestran que es falsa, según un experto
- Escritos desde el páramo. Blog crítico en español.
- La Sindone de Torino. El sitio de Gian Marco Rinaldi contiene textos en italiano y algunos en inglés desde el punto de vista contrario a la autenticidad.
- Se pueden observar reproducciones en alta resolución en la página Syndonology de Mario Latendresse. (Shroudscope). Una imagen en alta resolución, que permite hacer mediciones sobre la base de la fotografía de Enrie o la de la restauración de 2002, en la página de Ray Schneider, sección: Image Analysis of the Shroud of Turin.

- Datos: Q178331
- Multimedia: Shroud of Turin / Q178331